# 몹수에스티아의 테오도로
몹수에스티아의 테오도로(Theodore the Interpreter, 350년~428년)는 392년부터 428년까지 몹수에스티아의 주교였다. 그는 안티오키아 학파로 가장 잘 알려진 인물이다.  